# Juan Nepomuceno Méndez (abogado)
Juan Nepomuceno Méndez fue un abogado colombiano que nació en el municipio de Chiquinquirá, departamento de Boyacá y que ocupó diferentes cargos públicos en su país.
Ejerció en el Congreso de Colombia desde el año 1911 hasta 1914 en representación del departamento Cundinamarca; de igual forma fue magistrado en la sala civil de la Corte Suprema de Justicia, desde 1908 hasta 1932; siendo éste, el primer cargo público que ocupó. Durante los años 1916, 1925 y 1930 fue el presidente de dicho tribunal.